# Rodàkove
Rodàkove (en ucraïnès Родакове, en rus Родаково, Rodàkovo) és una vila de l'óblast de Luhansk a Ucraïna. Fins al 2020 formava part del districte de Slovianosserbsk, però després passà a formar part del districte d'Altxevsk, dins del municipi de Zimohiria. La vila està ocupada per Rússia des de la Guerra al Donbàs, i és administrada per la República Popular de Luhansk. El 2022 tenia 6.099 habitants.

## Geografia
Rodàkove es troba a la riba dreta del riu Lugan, a 16 km al sud de Slavianosserbsk i a 21 km a l'oest de Luhansk.

## Història
Rodàkove es fundà a la dècada de 1880 com un assentament d'estació per a la línia ferroviària inaugurada el 1878. El nom del poble prové del cognom del seu fundador, un descendent dels hússars de Slavianosserbsk, Víktor Rodàkov. El 1910-1911 s'obrí l'estació de Rodàkovo i el 1912 s'hi inaugurà un dipòsit de locomotores.
L'abril del 1918, els esquadrons de càstig del líder comunista Kliment Voroixílov estaven estacionats a l'estació del poble, se li atorgà a Rodàkove l'estatus d'assentament de tipus urbà el 1938.
Durant la Segona Guerra Mundial, Rodàkove fou ocupada per l'exèrcit alemany del 1942 al 1943, i posteriorment alliberada per l'Exèrcit Roig.
Durant la Guerra al Donbàs, Rodàkove fou ocupada per forces pro-russes durant diversos mesos. El 23 d'agost del 2014, les tropes ucraïnseses prengueren la vila, però acabà de nou sota el control de la República Popular de Luhansk.